# Sainte-Luce (Martinica)
Sainte-Luce é uma comuna francesa na região administrativa de Martinique, no departamento de Martinique. Estende-se por uma área de 28 km². Em 2010 a comuna tinha 9 926 habitantes (densidade: 354,5 hab./km²).